# Marienkirche Artern

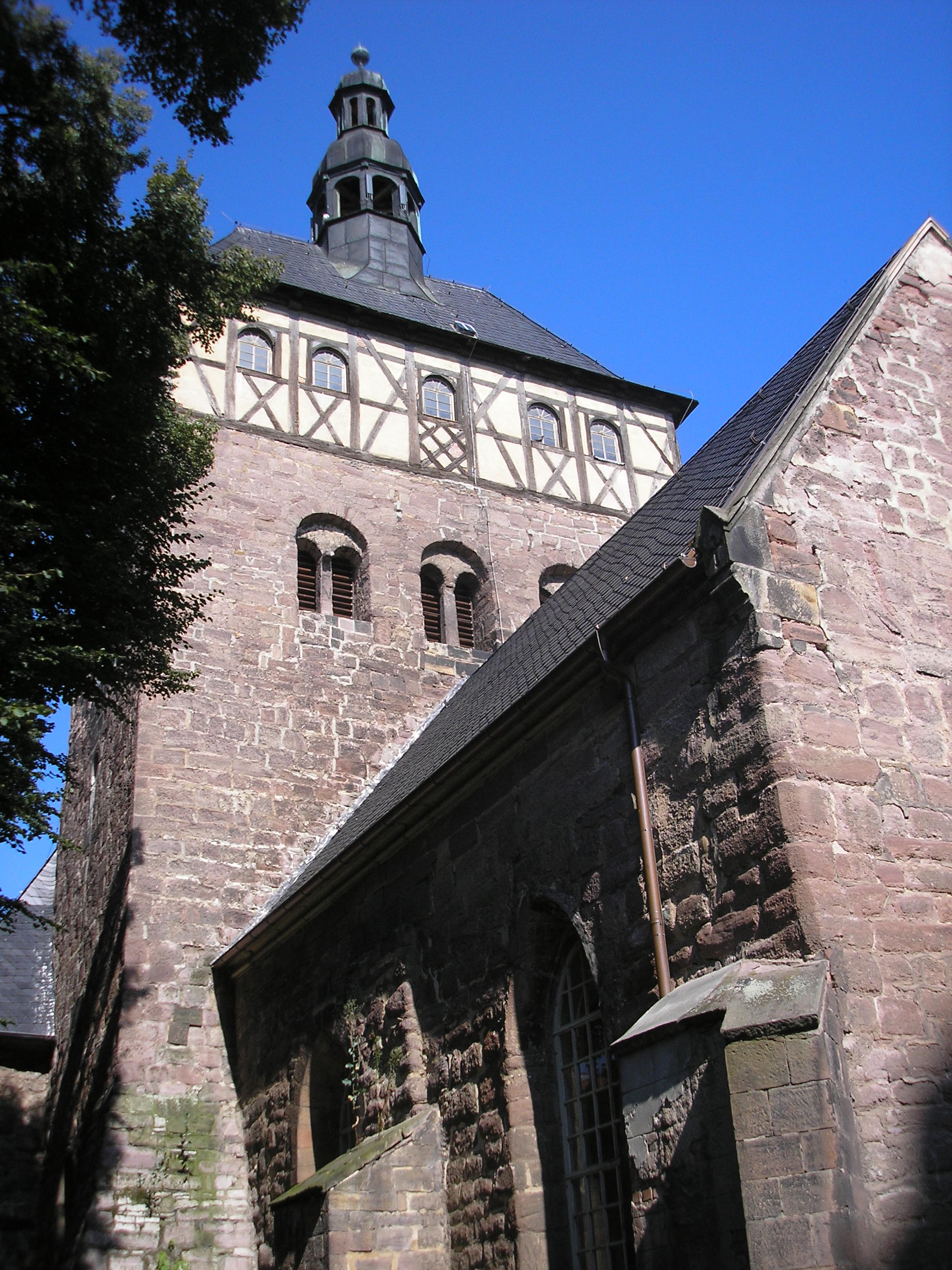
Marienkirche Artern

Die Marienkirche Artern ist eine evangelische Kirche in der nordthüringischen Stadt Artern.

## Geschichte
Vor 1200 Jahren wurde die Wasserburg Artern („Wasserschloss“) gebaut, vermutlich zur Sicherung der Unstrutfurt. In ihrem Schutz entstand ein planmäßig angelegter Burgflecken, der 1329 das Stadtrecht erhielt, die spätere „Neustadt“ Artern. Dieser Burgflecken erhielt bereits eine steinerne Pfarrkirche, die der Jungfrau Maria geweiht wurde. Von dieser Kirche, die also um 1200 entstand, ist lediglich ein Teil des Turmes erhalten geblieben (Der untere Teil des heutigen Turmes, das Fachwerkobergeschoss wurde später aufgesetzt.).
Der Anbau des Ostchores (heutige Winterkirche) erfolgte in der ersten Hälfte des 13. Jahrhunderts (1225?). Die Fenster und das Gewölbe des Chores stammen aus dem 15. Jahrhundert, das Schiff ist spätgotisch.
Zwischen 1540 und 1542 wurde Artern lutherisch. Die Marienkirche wurde nunmehr Pfarrkirche sowohl für die Stadt als auch für die Dorfgemeinde Artern (politisch wird die Verwaltung der Stadt- und Dorfgemeinde erst 1832 völlig vereint)
Am 18. Mai 1608 vernichtete ein Stadtbrand große Teile der Neustadt. Die Marienkirche brannte völlig aus, das Westschiff musste abgetragen werden. 1609 begann der Neuaufbau der Marienkirche, der nur sehr langsam vorankam, vor allem da am 8. August 1616 ein erneuter Stadtbrand, diesmal durch Brandstiftung, 141 Häuser vernichtete. Am 25. Mai 1620 konnte die Marienkirche wieder eingeweiht werden.
Als 1632 ein weiterer Stadtbrand 90 Häuser einäscherte, geriet die Nordwand der Kirche außer Lot. Es wurden 4 mächtige Eichenbalken eingezogen. Verfallserscheinungen als Folge des Dreißigjährigen Krieges machten umfangreiche Restaurierungsarbeiten erforderlich. Das Westschiff erhielt das hohe Dach, der Turm wurde um den Fachwerkaufbau erhöht. Danach erfolgte eine Neueinweihung. Die Turmoberteile können auf die Jahre 1665 bis 1669 datiert werden.
1739 zeigten sich Risse am Turm. Die Stützpfeiler wurden angebaut. 1836 wurden neue Emporen eingebaut. Von 1856 bis 1860 wurde das Innere der Marienkirche durchgreifend renoviert. 1895 wurden 2 Öfen aufgestellt, die später durch eine Warmluftheizung ersetzt wurde. 1962 begann die Renovierung der Marienkirche unter Superintendent Merker. Der Ostchor (Altarraum) wurde als Winterkirche abgetrennt und mit Fußbodenheizung versehen. Die Einweihung am 29. November 1964 erfolgte durch Probst Coym. Ab 1967 erfolgte unter Superintendent Grüneisen die völlige Neugestaltung der Marienkirche. Am 16. April 1978 wurde die Kirche von Bischof Kruse eingeweiht.

## Marienkirche in Zahlen
- Länge: 43,0 m
- Breite des Westschiffes: 15,0 m
- Höhe des Westschiffes innen: 14,5 m (bis Tonnengewölbe)
- Höhe des Westschiffes außen: 22,5 m (bis Dachfirst)
- Breite des Ostchores (Winterkirche): 7,5 m
- Höhe des Turmes: 37,0 m
- Plätze in der Winterkirche: 85
- Plätze im Hauptschiff: 280
- Plätze im Hauptschiff einschl. Gemeinderäume: bis 500[4]

## Orgeln

### Vorige Orgeln
Es ist nicht feststellbar, wann die erste Orgel eingebaut wurde. 1692 wurde vom Neubau einer Orgel berichtet, ebenso 1844. Die Letztere wurde bereits in den Jahren 1856 bis 1860 wieder umgebaut (Julius Strobel, Frankenhausen). Wegen Wurmbefalls erfolgte von 1960 bis 1962 eine Generalreparatur der Strobel-Orgel durch Thomas Hildebrand, Roßleben. 1972 wurde während des Baugeschehens in der Marienkirche diese Orgel durch spielende Kinder weitgehend zerstört. 

### Voigt/Kühn-Orgel
1979 kaufte die Gemeinde die 1854 von Christian Friedrich Voigt erbaute Orgel der St.-Nicolai-Kirche in Eisleben und ließ sie von der Orgelbaufirma Kühn, Merseburg neu aufbauen, sie wurde dabei im Sinne des Neobarock klanglich verändert. Diese Orgel, die über 24 Register auf zwei Manualen und Pedal verfügt, wurde am 5. Februar 1984 eingeweiht.

#### Disposition
| I Hauptwerk C–f3 |       |
| Pommer           | 16′   |
| Prinzipal        | 8′    |
| Rohrflöte        | 8′    |
| Gemshorn         | 8′    |
| Oktave           | 4′    |
| Spitzflöte       | 4′    |
| Oktave           | 2′    |
| Quinte           | 2 ⁄3′ |
| Mixtur IV        |       |
| Trompete         | 8′    |

| II Oberwerk C–f3 |        |
| Gedackt          | 8′     |
| Salicional       | 8′     |
| Prinzipal        | 4′     |
| Rohrflöte        | 4′     |
| Nachthorn        | 2′     |
| Terz             | 1 3⁄5′ |
| Sifflöte         | 1′     |
| Scharff III      |        |

| Pedal C–d1     |     |
| Subbaß         | 16′ |
| Oktavbaß       | 8′  |
| Gedacktbaß     | 8′  |
| Oktave         | 4′  |
| Pedalmixtur IV |     |
| Posaune        | 16′ |

- Koppeln: II/I, I/P, II/P

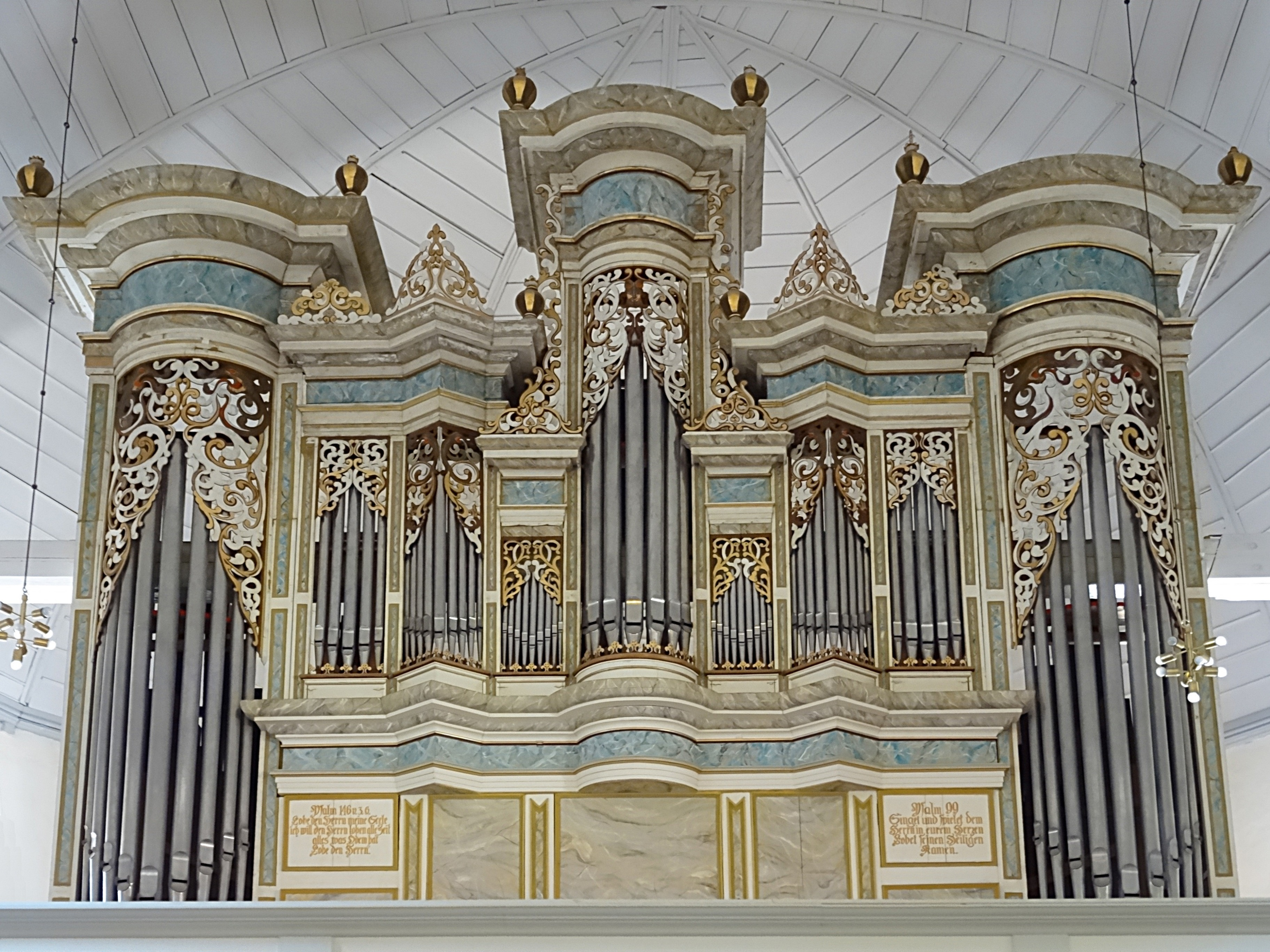
Orgelprospekt mit Schleierwerk

- Schleifladen, mechanische Ton- und Registertraktur

#### Aktuell
Nach gut 35 Jahren droht die 1984 gebaute Orgel in der Marienkirche auseinanderzubrechen. Dies liegt an der Aufstellung des Gehäuses, die in den 1990er Jahren völlig falsch vorgenommen wurde. Von diesen Zugkräften nach vorn und zur Seite ist auch das Orgelwerk an sich betroffen. Die Windladen stehen unter Spannung, die Dichtungen brechen und die Traktur verliert an Spannung und muss ständig nachreguliert werden. Die Kosten werden auf über 300.000 Euro geschätzt.

### Orgelpositiv
Im Zuge des Neubaus der großen Orgel erwarb die Gemeinde 1974 ein Orgelpositiv aus dem Hause Mitteldeutscher Orgelbau A. Voigt. Die Orgel steht in der Chorkapelle und wird für Andachten, Vespern sowie als Continuoinstrument verwendet.
Disposition
| I Manual C–g3 |    |
| Gedackt       | 8′ |
| Rohrflöte     | 4′ |
| Prinzipal     | 2′ |

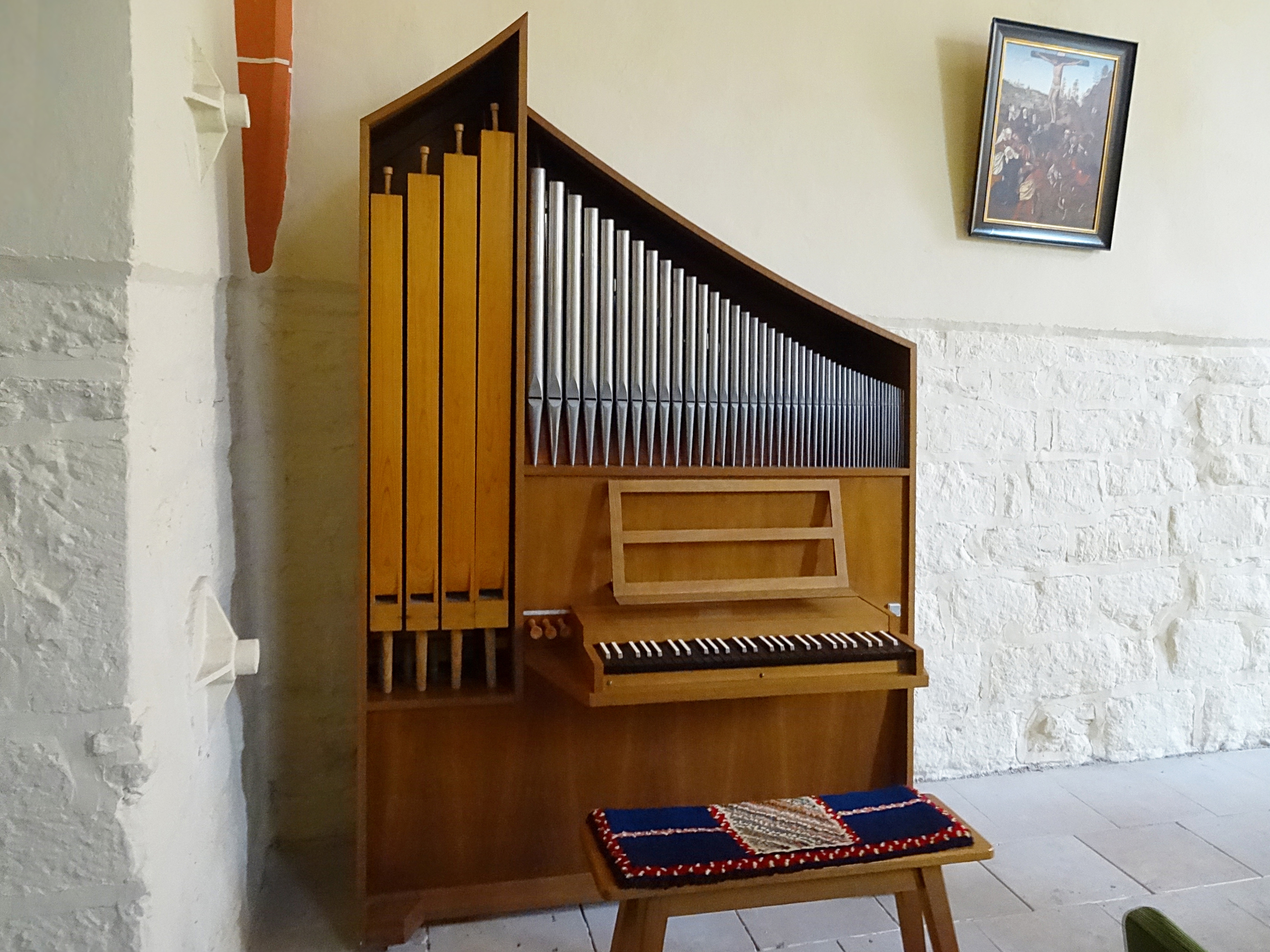
Orgelpositiv St. Marien

- Schleifladen, mechanische Ton- und Registertraktur